# Czujnik pojemnościowy

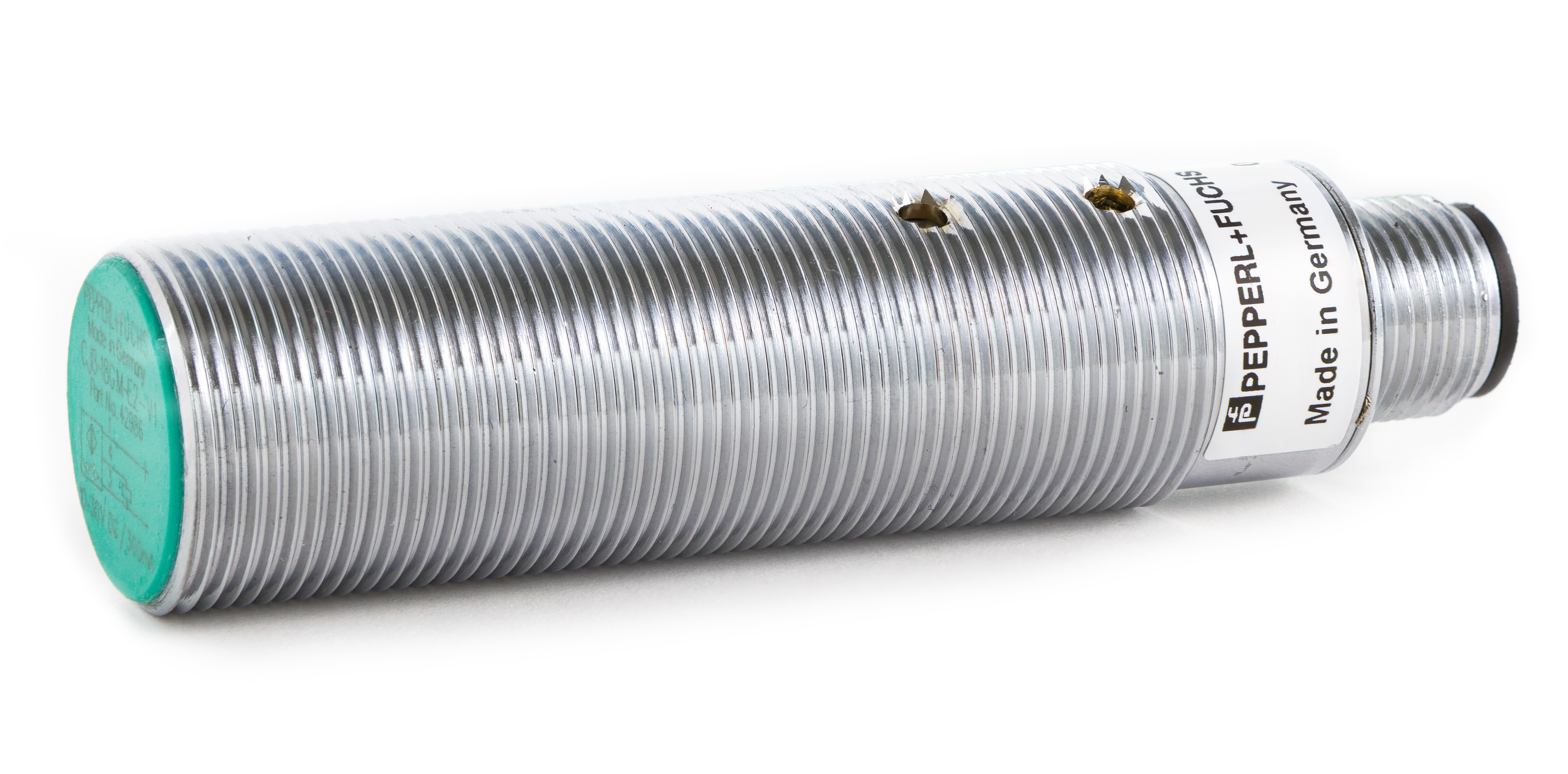
Czujnik pojemnościowy

Czujnik pojemnościowy – element automatyki przemysłowej, służący do bezkontaktowego wykrywania obecności obiektów wykonanych z różnorodnych materiałów. Stanowi alternatywę dla czujników indukcyjnych w przypadkach, gdy niemożliwe jest zastosowanie tych ostatnich, na przykład ze względu na niemagnetyczny charakter wykrywanych elementów lub brak możliwości implementacji systemu dźwigni.

## Działanie
Czujnik pojemnościowy może być zasilany zarówno napięciem stałym, jak i przemiennym. Zamiast cewki stosuje kondensator, którego jedną stałą okładkę stanowi element czujnika, natomiast drugą – zbliżający się obiekt. Zmiana odległości lub właściwości materiałowych obiektu powoduje zmianę parametrów kondensatora, co jest rejestrowane przez obwody wewnętrzne urządzenia. Aktywne czoło czujnika generuje zmienne pole elektryczne, wytwarzane przez oscylator LC lub RC, którego częścią jest kondensator. Bezdotykowe wprowadzenie obiektu w obszar działania pola zmienia warunki pracy oscylatora – prowadzi to np. do spadku amplitudy sygnału. Zmiana ta jest wykrywana przez detektor, a następnie przekształcana przez układ progowy w sygnał dwustanowy z histerezą. Wzmacniacz wyjściowy umożliwia bezpośrednie sterowanie elementami wykonawczymi (np. przekaźnikiem).
Działa na zasadzie pomiaru zmian pojemności elektrycznej kondensatora opisanej wzorem:
{\displaystyle C=\varepsilon _{0}\varepsilon _{r}{\frac {A}{d}}}
Ponieważ powierzchnia czujnika i obiektu jest stała, przenikalność dielektryczna szczeliny (zwykle powietrze) się nie zmienia, to zmiana pojemności jest wyłącznie wynikiem zmiany odległości między czujnikiem a obiektem. Dlatego równanie można uprościć do:
{\displaystyle C\propto {\frac {1}{d}}}
czyli pojemność jest odwrotnie proporcjonalna do odległości. Dzięki tej proporcjonalności, system czujnika pojemnościowego może przeliczać zmiany pojemności na zmiany odległości.

## Zastosowanie
Typowy zasięg działania czujników pojemnościowych wynosi do 30 mm, choć istnieją specjalne wersje o zwiększonym zasięgu 60 mm. Istnieją wersje reagujące natychmiastowo, jak również modele z programowanym opóźnieniem działania do 15 minut . Do głównych ograniczeń czujników pojemnościowych należy mniejszy zasięg w porównaniu do czujników indukcyjnych oraz wysoka wrażliwość na zabrudzenia i obecność przeszkód pomiędzy czujnikiem a obiektem. Maksymalna częstotliwość przełączania tych sensorów wynosi zazwyczaj kilkadziesiąt herców, co ogranicza ich zastosowanie w aplikacjach wymagających bardzo szybkiej detekcji. Zastosowania czujnika pojemnościowego obejmują:
- wykrywanie poziomu cieczy i materiałów sypkich,
- detekcję obiektów na taśmociągach,
- pomiar grubości materiałów, takich jak drewno lub folia[1].

## Budowa
Pod względem konstrukcyjnym czujniki pojemnościowe przypominają modele indukcyjne – posiadają podobną obudowę i występują w różnych wariantach przeznaczonych do pracy w specyficznych warunkach środowiskowych. Występują w obudowach o kształcie cylindrycznym lub prostopadłościennym. Często posiadają gwint oraz uchwyty montażowe, które umożliwiają ich dopasowanie do różnych wymagań mechanicznych i elektrycznych . Dostępne są również elastyczne wersje specjalne, przystosowane do montażu na powierzchniach zarówno płaskich, jak i zakrzywionych, za pomocą klejenia. Dodatkowo, czujniki mogą być wyposażone w wyprowadzenie przewodowe lub złącze .
Do podstawowych elementów czujnika należą: głowica z elektrodami, potencjometr, oscylator, układ detekcji, układ wyjściowy. Część aktywna zlokalizowana jest zazwyczaj na jednym z końców obudowy i składa się z dwóch metalowych elektrod, które tworzą otwarty kondensator – zbliżenie obiektu do czujnika powoduje zmianę jego pojemności. Wartość całkowitej pojemności kondensatora, determinująca poziom sygnału wyjściowego, jest sumą pojemności własnej czujnika oraz zmiany wynikającej z obecności wykrywanego obiektu.